# Phare d'Edgartown
Le phare d'Edgartown (en anglais : Edgartown Harbor Light) est un phare actif situé au port d'Edgartown dans le Comté de Dukes (État du Massachusetts).
Il est inscrit au Registre national des lieux historiques depuis le 15 juin 1987 .

## Histoire
Le premier phare, une maison de gardien en bois de deux étages, a été construit en 1828 à une courte distance de la côte, dans des eaux peu profondes. La nécessité d'un phare à cet endroit a été précipitée par le grand nombre de navires fréquentant le port pendant le boom de la chasse à la baleine de la fin des années 1700 et du début des années 1800. En 1830, cette maison-phare en bois de deux étages, a été relié à la terre par une chaussée en bois. La lanterne, au sommet du pignon, émettait une lumière blanche fixe visible jusqu'à 26 km. En 1856, après l'incendie qui a endommagé la maison du gardien, la maison a été reconstruite et la lumière a été remplacée par une lentille de Fresnel de quatrième ordre.

### Sauvegarde
En raison des pénuries de financement dues au coût élevé de l’entretien des structures dans les années 1970 et au début des années 1980, divers phares autour des États-Unis ont été détruits ou destinés à être détruits. Le phare d'Edgartown et deux autres phares de Martha's Vineyard (phare de Gay Head et phare d'East Chop) ont été désignés pour être détruits au début des années 1980. Une pétition fédérale et le témoignage au Congrès des représentants de la Vineyard Environmental Research Inst. ont permis de sauver ces phares. La garde côtière américaine a délivré une licence de 35 ans pour les trois feux en 1985.
En 1985, la garde côtière des États-Unis a octroyé une licence à la Vineyard Environmental Research Institute (VERI). En 1988, après l'achèvement de sa restauration, le phare a été ouvert au public en faisant appel à des volontaires locaux pour le gérer les week-ends et pour des événements spéciaux. Cependant, l'accès public à la salle de lumière et au balcon était sévèrement limité en raison des difficultés liées à l'escalade de l'échelle en fer forgé presque verticale à l'intérieur de la tour, qui fournissait le seul moyen de les atteindre.
L'intendance du phare a été transférée à la Martha's Vineyard Historical Society, devenue aujourd'hui le Martha's Vineyard Museum, en 1994. Le phare est maintenant ouvert au public les week-ends de fin mai à début octobre, ainsi que les jours de semaine en juillet et en août.
En mai 2011, la garde côtière des États-Unis (USCG) a déclaré que le phare d'Edgartown n'était plus essentiel à sa mission. Le phare a été classé pour élimination en tant que propriété excédentaire. La ville d'Edgartown a entamé le processus d'acquisition en vertu du National Historic Lighthouse Preservation Act (en). En janvier 2014, le La ville prend officiellement possession du phare et verse au gouvernement la somme symbolique d'un dollar. Le Martha's Vineyard Museum a continué d’agir en tant qu’intendant du phare, tout comme pour les phares Gay Head et East Chop, et de le doter de personnels bénévoles pendant les mois d’été.

## Description
Le phare  est une tour cylindrique en fonte, avec une galerie circulaire et une lanterne de 13,5 m de haut. La tour est peinte en blanc et la lanterne est noire. Il émet, à une hauteur focale de 14 m, un éclat rouge de 3 secondes par période de 6 secondes. Sa portée est de 5 milles nautiques (environ 9 km).
Identifiant : ARLHS : USA-265 ; USCG : 1-15420 - Amirauté : J0440 .
|                   |
| Martha's Vineyard |

|                  |
| Le premier phare |

|                 |
| Le phare (1988) |

### Lien connexe
- Liste des phares du Massachusetts